# Strange Clouds
Strange Clouds je druhé studiové album amerického rappera B.o.B vydané 1. května 2012 u společností Grand Hustle Records, Rebel Rock Entertainment a Atlantic Records. Z alba pochází úspěšné singly "Strange Clouds" (ft. Lil Wayne) a "So Good".

## O Albu
B.o.B název "Strange Clouds" vysvětluje jako mix mezi sci-fi inspirací a rekreačním stylem života, kdy lidé myslí odlišným způsobem než v běžných dnech. Během nahrávání svým fanouškům slíbil odlišný zvuk, než mělo jeho debutové album.
Mimo jeho produkci album obsahuje nahrávky od producentů jako Alex da Kid, Dr. Luke, Valentino Khan, Cirkut, Nard & B, Ryan Tedder, Frequency, Super Water Sympathy, Kutta nebo Kool Kojak.
Prvním singlem k albu byla píseň "Strange Clouds" (ft. Lil Wayne), byla vydána na iTunes 27. září 2011. Za první týden se v USA prodalo 197 000 kopií písně, a tím debutovala na 7. příčce Billboard Hot 100. Celkem se písně prodalo přes 1 300 000 kusů a získala platinovou certifikaci od společnosti RIAA.
Druhý singl, píseň "So Good", byl vydán 21. února 2012. Píseň debutovala v USA na 11. příčce se 164 000 prodanými kusy. Později také získala platinovou certifikaci.
Jako třetí singl bude vydána píseň "Both of Us" (ft. Taylor Swift). Již po vydání alba se však prodalo 143 000 kusů, čím debutovala na 18. příčce v USA.
Jako promo singly byly vydány písně "Play the Guitar", "Where Are You (B.o.B vs. Bobby Ray)" a "So Hard to Breathe".

## Po vydání
Album debutovalo na páté příčce žebříčku Billboard 200 a na prvních příčkách v Top R&B/Hip-Hop Albums a Top Rap Albums, a to s 76 000 prodanými kusy v první týden prodeje v USA. Úspěch zaznamenalo i v Kanadě a ve Spojeném království. Celkem se alba v USA prodalo okolo 200 000 kusů.

## Seznam písní
| #  | Píseň                                 | Host(é)            | Producent(i)                    | Délka |
| -- | ------------------------------------- | ------------------ | ------------------------------- | ----- |
| 1  | "Bombs Away"                          | Morgan Freeman     | B.o.B                           | 5:28  |
| 2  | "Ray Bands"                           |                    | B.o.B, Jamieson Jones           | 3:48  |
| 3  | "So Hard to Breathe"                  |                    | B.o.B, Sean Garrett             | 4:21  |
| 4  | "Both of Us"                          | Taylor Swift       | Dr. Luke, Cirkut                | 3:36  |
| 5  | "Strange Clouds"                      | Lil Wayne          | Dr. Luke, Cirkut                | 3:47  |
| 6  | "So Good"                             |                    | Ryan Tedder                     | 3:33  |
| 7  | "Play for Keeps"                      |                    | Valentino Khan                  | 3:22  |
| 8  | "Arena"                               | Chris Brown & T.I. | Nard & B                        | 4:27  |
| 9  | "Out of My Mind"                      | Nicki Minaj        | Dr. Luke, Billboard             | 3:43  |
| 10 | "Never Let You Go"                    | Ryan Tedder        | Ryan Tedder, Noel Zancanella    | 4:20  |
| 11 | "Chandelier"                          | Lauriana Mae       | Frequency, Super Water Sympathy | 4:00  |
| 12 | "Circles"                             |                    | Mynority, B.o.B                 | 3:47  |
| 13 | "Just a Sign"                         | Playboy Tre        | Kutta                           | 5:58  |
| 14 | "Castles"                             | Trey Songz         | Kool Kojak                      | 3:54  |
| 15 | "Where Are You (B.o.B vs. Bobby Ray)" |                    | B.o.B                           | 4:51  |

### Target Deluxe Edition
- 16. "MJ" (ft. Nelly) / Unik, Lil' C / 4:04
- 17. "Back It Up for Bobby" / AD, Nard & B / 4:04
- 18. "What Are We Doing" / B.o.B, Jim Jonsin / 3:27
- 19. "Guest List" (ft. Roscoe Dash) / B.o.B, Kutta / 3:46
- 20. "Ms. Professional" / Kutta / 4:42

## Mezinárodní žebříčky
| Země                     | Umístění |
| ------------------------ | -------- |
| Austrálie                | 32       |
| Kanada                   | 7        |
| UK Albums Chart          | 7        |
| US Billboard 200         | 5        |
| US Billboard R&B/Hip-Hop | 1        |
| US Billboard Rap         | 1        |